# Aklamacja po przeistoczeniu
Aklamacja po Przeistoczeniu – część mszy świętej według rytu rzymskokatolickiego, następującą zaraz po Przeistoczeniu. 
Jest to wyznanie Tajemnicy Wiary (Misterium Fidei), że Chrystus umarł na krzyżu i zmartwychwstał dla zbawienia każdego człowieka, jak wcześniej zapowiedział, oraz że na końcu czasów przyjdzie powtórnie, aby pokonać ostatecznie zło. Ogólne wprowadzenie do Mszału Rzymskiego mówi wyraźnie, że aklamację wypowiada lud w pozycji stojącej. 
Aktualnie w Polsce używa się czterech formuł:
1. Kapłan: Oto wielka tajemnica wiary. Wierni: Głosimy śmierć Twoją, Panie Jezu, wyznajemy Twoje zmartwychwstanie, i oczekujemy Twego przyjścia w chwale.
2. Kapłan: Wielka jest tajemnica naszej wiary. Wierni: Ile razy ten chleb spożywamy, i pijemy z tego kielicha głosimy śmierć Twoją, Panie, oczekując Twego przyjścia w chwale.
3. Kapłan: Uwielbiajmy tajemnicę wiary. Wierni: Panie, Ty nas wybawiłeś, przez krzyż i zmartwychwstanie swoje, Ty jesteś Zbawicielem świata.
4. Kapłan: Tajemnica wiary. Wierni: Chrystus umarł, Chrystus zmartwychwstał, Chrystus powróci.